# Pietro Tamburini
Pietro Tamburini (Brescia, 1 de enero de 1737 – Pavía, 14 de marzo de 1827), fue un teólogo, sacerdote católico y jurista italiano, que adoptó las doctrinas jansenistas y galicanas. Fue el teólogo del Sínodo de Pistoya de 1786 y es considerado una de las figuras más importantes del jansenismo italiano.

## Biografía

### Origen y formación
Pietro Tamburini nació en el seno de una familia bresciana, su padre, Giovanni Battista, era comerciante pero cayó prácticamente en la ruina cuando Pietro era un niño, de ahí que su primera formación la recibió gracias a la ayuda de algunos monjes de su ciudad. Luego estudió filosofía en el seminario de la Paz de los filipinos, donde conoció al religioso teatino Scarella, de orientación jansenista. Fuertemente influenciado del alto nivel intelectual y espiritual del seminario, al terminar los estudios filosóficos decidió seguir la carrera eclesiástica. Estudió la teología con los dominicos y fue ordenado sacerdote en 1760.
Con la protección del cardenal Giovanni Molin, fue nombrado profesor de Metafísica y de teología dogmática en el seminario de Brescia. El favor duró hasta cuando en 1771 publicó un pequeño libro sobre la gracia, donde atacaba a los jesuitas con una serie de argumentos teológicos, logrando con ello que el cardenal Molin le retirase de la cátedra, hacia 1772.

### Roma y el círculo jansenista
Tamburini se trasladó a Roma en 1773, donde con la ayuda del cardenal Marefoschi, obtuvo el puesto de Prefecto de los estudios del Colegio Irlandés. Estando en Roma hizo parte del círculo de los jansenistas, donde conoció a los principales representantes de esta corriente en Italia, tales como Giovanni Gaetano Bottari, Pier Francesco Foggini, Scipione de Ricci, Cristoforo Amaduzzi, Paolo del Mare e Francesco Alpruni. Durante las reuniones del círculo, que tomó el nombre de Circolo dell'Archetto, Tamburini tuvo la oportunidad de leer diversos ensayos de carácter filosófico-teológico, que después fueron publicados.
A la muerte del papa Clemente XIV, la política pontificia de su sucesor, Pío VI, era claramente antijansenista, por lo que los miembros del círculo tuvieron muchos problemas para continuar con sus reuniones. Tamburini permaneció en la ciudad con la ayuda de los obispos irlandeses y manteniendo la cátedra en el colegio.

### Docente en Pavía
Con la ayuda de Giuseppe Zola, convencido jansenista y amigo de Tamburini, este fue llamado por la emperatriz María Teresa I de Austria a ocupar la cátedra de teología moral en la Universidad de Pavía, en 1779. Ocupó también el puesto de Prefecto de los Estudios del Colegio austro húngaro y publicó numerosos textos como resultado de sus lecciones universitarias, entre los que resaltan su sostenimiento teórico a la actividad político religiosa de los Asburgo.
Tamburini llegó a ser rector magnífico de la Universidad de Pavía en dos ocasiones, la primera en 1783 y la segunda en 1790.

### El Sínodo de Pistoya
En 1786, Scipione de Ricci, obispo de Pistoya y Prato, pide ayuda a Tamburini para programar un sínodo de talante jansenista en la ciudad de Pistoya. Para ello contaban con el apoyo del Gran duque de Toscana, Pietro Leopoldo. Sin embargo las teorías de Tamburini y Ricci, o al menos 85 tesis del sínodo, fueron condenadas por el papa Pío VI por medio de la bula Auctorem Fidei del 28 de agosto de 1794. El Gran duque, a la muerte de su hermano José II, se convirtió en el emperador del Sacro Imperio Romano Germánico, dejando solos a sus protegidos, por ello, los religiosos tuvieron que huir. Scipione fue depuesto de su sede episcopal y Tamburini alejado de la cátedra en la universidad en 1794.

### Nuevamente docente en Pavía
A pesar de los problemas acaecido luego de Pistoya, Tamburini fue nombrado por Napoleón Bonaparte como Caballero de la Orden de la Corona de Hierro y en 1797 fue readmitido en Pavía para enseñar filosofía moral y derecho natural. El mismo año, luego de la revolución de Brescia y la caza de los funcionarios venecianos, Tamburini fue invitado en su ciudad natal para organizar un nuevo liceo republicano. Con la invasión austro rusa de Italia a principios de 1799, la Universidad de Pavía y el Liceo fueron cerrados, por lo que tuvo que huir a la casa de campo de Barona, mientras la región se sumía en la guerra entre franceses y austro rusos.
Al terminar la batalla, con la victoria de los franceses, Tamburini fue readmitido en la recién abierta universidad, primero como profesor de Derecho natural y luego nombrado director del Colegio Ghislieri. Ganando tal fama que incluso en el período en que gobernaron los austriacos desde 1815 continuó en su puesto de trabajo hasta 1817, cuando el emperador Francisco I de Austria le nombró director y presidente de la facultad Político-Legal de la Universidad de Pavía, cargo que mantuvo hasta su muerte, acaecida en 1827.

## Obras
La principal obra de Pietro Tamburini es la Storia generale dell'Inquisizione, que consta de cuatro volúmenes y unas 2383 páginas. Fue escrita en 1817 y 1818 como reacción ante, según él, el incomprensible perdurar de la Inquisición española en tiempos de Fernando VII. La obra fue publicada póstuma en 1862 y enseguida fue incluida en el Índice de Libros Prohibidos.
Resultado de su pensamiento jansenista, la obra se caracteriza por la decisiva polémica contar el culto dado al dolor y a la religiosidad entendida como expiación y penitencia. Trata de famosos procesos como los de Jacob Sprenger, Malleus Maleficarum y Jacques de Molay, reconstruye procesos celebrado a cargo de personajes menores, con el fin de analizar las reglas de la máquina judiciaria de la Inquisición; hace un elenco de procedimientos y métodos de tortura hasta el amplio campo de penas.
Además de la Storia generale dell'Inquisizzione, el autor posee unas cuarenta obras editadas, de las cuales algunas fueron traducidas al español, como el libro titulado Verdadera idea de la Santa Sede, que es una fuerte defensa de la doctrina conciliarista, donde declara que el papa solo tiene un poder ministerial sobre la Iglesia y no jurisdiccional.
En general las obras de Tamburini son marcadamente jansenistas, pero a pesar de ello, tuvieron una fuerte influencia sobre buena parte del clero y de la cultura teológica italiana. Se puede decir que sus ideas tuvieron un amplio espacio en las corrientes del catolicismo liberal del siglo XIX.